# Ludovico Carracci

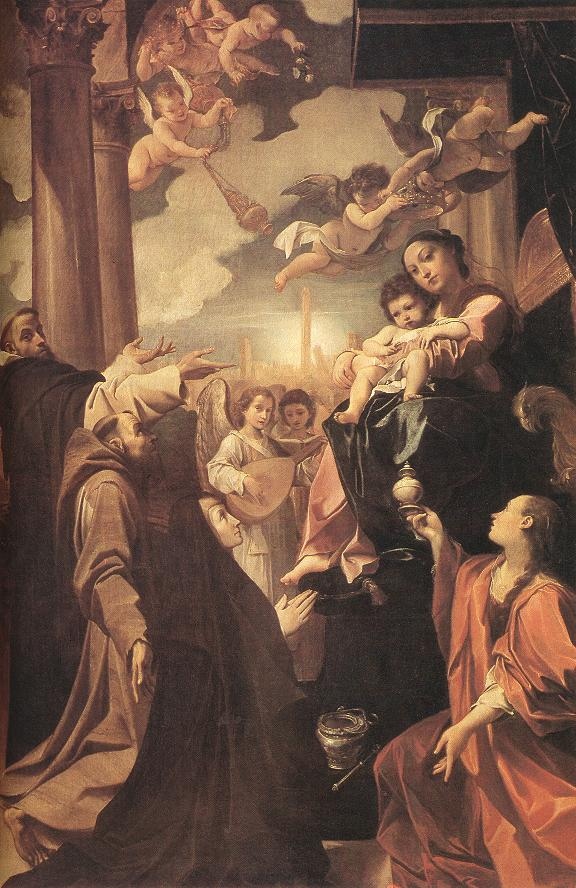
"Bargellini Madonna", obra de Ludovico Carracci (1588).

Ludovico Caracci (Bolonya, 21 de maig de 1555 - 13 de novembre de 1619) fou un pintor i gravador italià. Va ser el cosí dels germans Agostino Carracci i Annibale Carracci. Es va formar al costat de Prospero Fontana, viatjant per Florència, Parma, Màntua i Venècia. En les seves primeres obres va rebre la influència de Federico Barocci. És el més antic de la saga Carraci.
La seva pintura religiosa tendeix a l'estímul emocional. El 1584 va col·laborar al costat dels seus cosins en la decoració del Palau Fava. La seva presència en museus espanyols no és molt àmplia, si bé cal destacar una pintura de gran format, Presentació del Nen al Temple, en el MNAC de Barcelona (dipòsit del Museu Thyssen-Bornemisza de Madrid).